# Krishnananda Saraswati
Swami Krishnananda Saraswati (n. 25 aprilie 1922, India – d. 23 noiembrie 2001) a fost un discipol al lui Swami Sivananda Saraswati și a îndeplinit funcția de secretar general al Societății Vieții Divine din Rishikesh (India) din anul 1958 până în anul 2001. Autor a mai mult de 40 de cărți și ținând cursuri pe scară largă pe teme de yoga, religie și metafizică, Krishnananda a fost un teolog, yoghin, filosof și este considerat sfânt de către discipolii săi hinduși.
Krishnananda fost președinte al Sivananda Literature Research Institute și al Sivananda Literature Dissemination Committee. El a servit timp de 20 de ani ca redactor la Divine Life, revista lunară a Societății Vieții Divine.

## Biografie
Subbaraya, redenumit Swami Krishnananda de către mentorul său, Swami Sivananda Saraswati, s-a născut la 25 aprilie 1922 într-o familie Madhva. El a învățat limba sanscrită la o vârstă fragedă și a început să citească și să memoreze scrierile sanscrite. Înțelegerea scripturilor hinduse l-a apropiat de filosofia Advaita. Deși dorea să ducă o viață de renunțare și de dezvoltare spirituală, tatăl său l-a convins să accepte un loc de muncă la Școala de Formare Guvernamentală Hospet din Bellary în 1943. S-a îmbolnăvit acolo și s-a întors acasă. În 1944 a plecat de acasă pentru a vizita ashramul Sivananda din Rishikesh. A lucrat ca redactor al scrierilor mentorului său și în 1948, la cererea lui Sivananda, a scris prima lui carte intitulată Realisation of the Absolute. (notă: Prefața cărții scrise de Swami Krishnananda este datată 1 august 1947. Introducerea scrisă de Swami Sivananda este datată 8 septembrie 1947).
În 1961 a devenit secretar general al Societății Vieții Divine. El și-a petrecut viața în ashram, ținând prelegeri și scriind peste 40 de cărți despre filozofie, scripturi hinduse, yoga, meditație, misticism și poezie până la moartea sa, ce a avut loc la 23 noiembrie 2001.

## Filosofie

### Vedanta
Swami Krishnananda a studiat și însușit filozofia occidentală și a fost, de asemenea, un exponent al filozofiei Advaita Vedanta, cea mai influentă sub-școală de Vedanta.

### Yoga
Swami Krishnananda a practicat și predat „Yoga Sintezei” sau „Yoga Integrală” promovată de Swami Sivananda, care combină cele patru căi principale ale yogii: Karma Yoga (calea acțiunii), Bhakti Yoga (calea devoțiunii), Raja Yoga (calea controlului psihic) și Jnana Yoga (calea cunoașterii de sine).

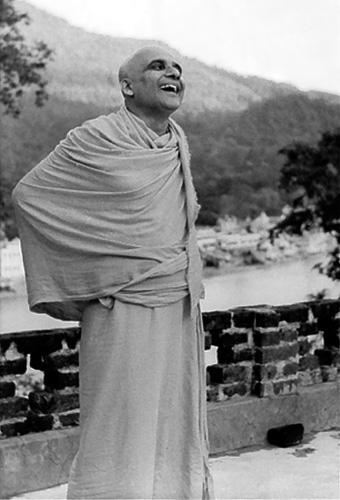
Swami Krishnananda, Rishikesh, 1972.

## Cărți
- A Brief Outline of Sadhana
- A Short History of Religious and Philosophic Thought in India
- A Study of the Bhagavadgita
- A Textbook of Yoga
- An Analysis of the Brahma Sutra
- An Introduction to the Philosophy of Yoga
- Being the Cosmic Whole
- Brahma Sutras by Swami Sivananda
- Canons of a Perfect Life
- Commentary on the Bhagavadgita
- Commentary on the Katha Upanishad
- Commentary on the Mundaka Upanishad
- Commentary on the Panchadasi
- Daily Invocations
- Daily Satsanga
- Essays in Life and Eternity
- Essays on The Upanishads
- Everything About Spiritual Life
- Fruit from the Garden of Wisdom
- In the Light of Wisdom
- Interior Pilgrimage
- Lessons on the Upanishads
- Living a Spiritual Life
- Moksha Gita
- Mundaka Upanishad
- My Life
- Religion and Social Values
- Resurgent Culture
- Sadhana – The Spiritual Way
- Self-Realisation, Its Meaning and Method
- Spiritual Aspiration and Practice
- Spiritual Import of Religious Festivals
- Sri Swami Sivananda and His Mission
- Studies in Comparative Philosophy
- The Art of Total Thinking
- The Ascent of the Spirit
- The Ascent to Moksha
- The Attainment of the Infinite
- The Brahma Sutra as a Moksha Shastra
- The Brihadaranyaka Upanishad
- The Canons of a Perfect Life
- The Chhandogya Upanishad
- The Development of Religious Consciousness
- The Esoteric Significance of the Kathopanishad
- The Epic of Consciousness
- The Epistemology of Yoga
- The Essence of The Aitareya and Taittiriya Upanishads
- The Foundation of Spirituality
- The Glory of God - A Summary of the Srimad Bhagavata Mahapurana
- The Guru-Disciple Relationship
- The Heart and Soul of Spiritual Practice
- The Heritage of Indian Culture
- The Mandukya Upanishad
- The Nature of the True Religious Life
- The Path to Freedom: Mastering the Art of Total Perception
- The Philosophical Foundations of Religious Consciousness
- The Philosophy and Psychology of Yoga Practice
- The Philosophy of Life
- The Philosophy of Religion
- The Philosophy of the Bhagavadgita
- The Philosophy of the Panchadasi
- The Problems of Spiritual Life
- The Process of Spiritual Practice
- The Process of Yoga - ebook only
- The Realisation of the Absolute
- The Secret of the Katha Upanishad
- The Song of God Almighty
- The Spiritual Import of the Mahabharata and the Bhagavadgita
- The Struggle for Perfection
- The Study and Practice of Yoga (2 volumes)
- The Teachings of the Bhagavadgita
- The Tree of Life
- The Universality of Being
- The Vision of Life
- The Yoga of Meditation
- The Yoga System
- Thus Awakens the Awakened One
- To Thine Own Self Be True
- True Spiritual Living
- What is Knowledge
- Yoga as a Universal Science
- Your Questions Answered
- Yoga, Meditation and Japa Sadhana